# 海江田信義
海江田 信義（かいえだ のぶよし、1832年3月13日（天保3年2月11日） - 1906年（明治39年）10月27日）は、日本の武士（薩摩藩士）、政治家、華族。通称は武次（たけじ）。幕末期は有村俊斎の名で活動した。雅号は黙声、静山、孤松。

## 生涯

### 生い立ち
天保3年（1832年）、薩摩藩士・有村仁左衛門兼善の次男として生まれた（幼名は太郎熊）。11歳の時、島津斉興の茶頭に出仕して茶坊主となり、俊斎と称した。
はじめ東郷実明に示現流剣術を学び、次いで薬丸兼義に薬丸自顕流剣術を学んだ。薬丸自顕流の伝承では道場破りに来たものの大山綱良に敗れて入門したとなっているが、俊斎は当時わずか15歳であり、史実かどうかは不明。

### 西郷・大久保との出会い
嘉永2年（1849年）、薩摩藩の内紛（お由羅騒動）に巻き込まれた有村父子は一時藩を追われ家は貧困の極みに陥るが、嘉永4年（1851年）、新藩主・島津斉彬によって藩に復帰、このとき俊斉は西郷吉之助（のち西郷隆盛）、大久保正助（のち大久保利通）、伊地知龍右衛門（のち伊地知正治）、税所喜三左衛門（のち税所篤）、吉井仁左衛門（のち吉井友実）長沼嘉兵衛（早世）らと『近思録』を輪読する会、いわゆる「精忠組」を結成、幕政改革や日本の近代化を考えるようになった。嘉永5年（1852年）、樺山三円（のち樺山資之）とともに江戸藩邸に勤め、多くの勤王家と知り合う。

### 志士として
尊王の志高く江戸では小石川の水戸藩邸に出入りし、水戸の両田として名高い、藤田東湖、戸田忠太夫に師事し尊王論を学んだ。特に藤田には目をかけられ和漢の書に親しむ傍ら、西郷を藤田に引き合わせている。大老井伊直弼による安政の大獄が始まると、俊斎も尊王の志士とみなされて追われ、安政5年（1858年）、西郷と共に僧侶・月照を保護して帰国、その後、大久保利通ら在藩の「精忠組」各士、脱藩「突出」して関白九条尚忠・京都所司代酒井忠義を暗殺することを計画するも、藩に知られるところとなり、藩主島津茂久（後見役島津久光）から、彼らを「精忠の士」と認めたうえで軽挙妄動を諌める親書を受けたことにより、「突出」は中止となり、以降、藩政に従うこととなる。ただ、攘夷派に対する慰撫はすべての藩士にいきわたらず、万延元年（1860年）、次弟の有村次左衛門が井伊直弼を桜田門外にて水戸浪士とともに襲撃（桜田門外の変）し自刃、また、水戸浪士と行動を共にしていた長弟の雄助は、幕府に遠慮した藩の意向で、鹿児島にて母、大久保利通ら精忠組の面々の立ち会いの下、自害している。
文久元年（1861年）12月、日下部伊三治（安政の大獄で捕縛され獄死）の次女・まつを娶り、同時に婿養子となって海江田武次信義と改名（海江田は日下部の旧姓）。日下部家の後を継ぐ予定の次弟有村次左衛門の死後その義理で日下部家を継ぐことになった。ただし、しばしば以後も有村俊斎の名も使った。
文久2年（1862年）、島津久光に従って護衛の1人として上洛したが、その道中で知った西郷の京都での動静を久光に伝えて激怒させてしまい、心ならずも西郷を失脚させる原因を作った。寺田屋騒動では奈良原繁と共に有馬新七ら藩士の説得を命じられるが失敗。鎮撫使には加わっていない。さらに久光の帰路にも同行し、8月21日（1862年9月14日）、生麦事件において久光の行列を遮って斬られ瀕死となっていたイギリス人・チャールス・リチャードソンに止めを刺した。

### 大村益次郎との軋轢
戊辰戦争では、東海道先鋒総督参謀となる。江戸城明け渡しには新政府軍代表として西郷を補佐し、勝海舟らと交渉するなど活躍するが、長州藩の大村益次郎とは、もとより性格の不一致もあることながら意見が合わず、宇都宮の政府軍の庄内転戦、江戸城内の宝物の処理、上野戦争における対彰義隊作戦などをめぐってことごとく対立し、海江田は周囲の人間に「殺してやりたい」などと言うなど憎悪していた。明治2年（1869年）の槙村正直宛の木戸孝允の書簡では「海江田のごとき、表裏の事申し来り候につき」と名指しで危険人物として注意されていた。海江田が京都にて弾正大忠の官に就いていた際に、大村殺害犯（神代直人ら）などの浪人達と付き合いがあった事は、自身の談話録にも記している。更に、大村殺害犯の処刑に際して、弾正台から監視役として派遣された海江田は、直前で刑の執行を差し止めたため、政府の取調べを受け謹慎処分となった（「粟田口止刑始末」）。以上の経緯から、海江田が彼らを扇動してかねてから憎悪していた大村を殺した、と噂された。海江田自身は、嫌疑を心配する大久保への返事に、大村の来京の事実を知らず、その風聞は自身を罪に落すものであると否定している。ちなみに、海江田はこの事件が原因で長州出身者の反発を受け、華族制度施行の際に伯爵になれず子爵になったともいわれている。「維新の三傑」亡き後の志士としては最年長クラスであった(桂小五郎よりも年長である）が、卿、参議や大臣に就くこともなかった。

### 帰郷
明治3年（1870年）8月、大久保の尽力により官職に復帰、廃藩置県に先立って県となっていた奈良県知事に任命。同時に従五位に叙せられるが、明治4年（1871年）の廃藩置県で解任される。海江田が業務の多さを解消するために県庁を、手狭な旧奉行所から、興福寺境内の一乗院に移転したさい、民部省の承認を経なかったのが原因とされる。
薩摩に帰り隠遁するつもりであったが、島津久光の目にとまり、新政府に不満を持つ久光と新政府の調停役となる。このことが評価されて、明治5年（1872年）、左院四等議官として再度官途につく。明治6年（1873年）勅使とともに鹿児島へ下り、久光を説いて上京せしめる。明治8年（1875年）、左院の廃止により御用滞在を命じられるが、鹿児島に帰りほどなく病む。

### 晩年
明治10年（1877年）の西南戦争での西郷隆盛の死、明治11年（1878年）の大久保利通の暗殺と、悲しみを悼んだあと、明治14年（1881年）に元老院議官となる。明治20年（1887年）、オーストリア＝ハンガリー帝国のウィーンに遊学したのち、明治23年（1890年）に貴族院議員、明治24年（1891年）に枢密顧問官となり、明治28年（1895年）、勲一等瑞宝章。明治35年（1902年）、勲一等旭日大綬章のあと、明治39年（1906年）10月27日に75歳で死去。贈正二位。墓所は青山霊園。

## 栄典
位階
- 慶応4年8月23日 - 従五位[5]
- 明治3年8月19日 - 正五位[5]
- 1881年（明治14年）6月30日 - 従四位[5]
- 1886年（明治19年）10月20日 - 従三位[5][6]
- 1894年（明治27年）6月30日 - 正三位[5][7]
- 1899年（明治32年）12月20日 - 従二位[5][8]
- 1906年（明治39年）10月27日 - 正二位[5][9]

勲章等
- 1882年（明治15年）6月17日 - 勲三等旭日中綬章[5]
- 1887年（明治20年）
  - 5月24日 - 子爵[5][10]
  - 11月25日 - 勲二等旭日重光章[5][11]
- 1889年（明治22年）11月25日 - 大日本帝国憲法発布記念章[5][12]
- 1895年（明治28年）12月29日 - 勲一等瑞宝章[5][13]
- 1896年（明治29年）3月28日 - 金盃一個[5]
- 1901年（明治34年）2月4日 - 御紋付御杯[5]
- 1902年（明治35年）12月27日 - 旭日大綬章[5][14]

## 親族
- 長弟：有村雄助（桜田門外の変後の幕府の追及に受けた薩摩藩に捕らえられ切腹[15]）
- 次弟：有村次左衛門（桜田門外の変にて井伊直弼の駕籠を襲撃し殺害）
- 末弟：有村國彦（第四代第五銀行頭取、百五銀行頭取[16][17]）
- 有村家は國彦が継承。現在の当主は有村國宏（元滋賀県議会議長）。子に有村國俊（滋賀県議会議長）、有村治子（参議院議員、元内閣府特命担当大臣）らがいる。
- 海江田家と東郷家は三重結婚でつながっている。有村仁左衛門兼善の二女・勢以（海江田信義の妹）は東郷実猗と結婚。勢以の仲立ちで、東郷平八郎は海江田信義の長女・テツと結婚。さらに、東郷吉太郎（東郷実猗・勢以の息子）は海江田信義の娘・海江田ハルと結婚。
- 三男：幸吉の妻＝きめ（理）は成瀬隆蔵の長女。兄が日本生命第四代社長の成瀬達、弟が第五代社長の弘世現（成瀬現）。
- 海江田家の当主は、海江田虎次郎→海江田幸吉→海江田一郎→海江田忠義[18][19]。
- 父：有村仁左衛門兼善
- 母：有村連寿尼（森元高見の娘・連 剃髪して連寿尼を称す）
- 妻：まつ（日下部伊三治長女 天保13年 - 大正3年2月）
- 妻：アイ（小山宗兵衞二女 安政5年生）
- 長女：テツ（東郷平八郎の妻 母まつ）
- 女：エイ（税所篤文の妻 母まつ）
- 女：ハル（東郷吉太郎の妻 母まつ 明治6年11月生）
- 女：アキ（町田彦二の妻 母まつ 明治11年9月生）
- 長男：信清（庶長子 母は小山宗兵衛の内縁の妻おかよ 有村家を継ぐ）
- 二男：虎次郎（子爵 式部官 嗣子[20]母アイ 明治43年分家 明治12年10月生）[21]
- 三男：幸吉（子爵 母まつ 昭和天皇侍従兼式部官 宮内事務官 皇太后事務官 明治13年7月生）[22]
- 四男：鷹次郎（母アイ 分家 明治15年1月生）
- 五男[23]：信秀（母アイ 明治16年8月生）
- 男：信廣（地質学者 学習院教授を赤化分子検挙で依頼免本官[24] 母アイ 明治18年1月生）
- 男：信隆（西川家の婿となる 母アイ 明治24年2月生）
- 女：千穂子（鈴木五郎の妻 母アイ 明治36年2月生）
- 孫：海江田一郎（1940年子爵襲爵 母は成瀬きめ 明治44年6月生）
- 孫：海江田進[23]
- 曾孫：海江田忠義
- 曾孫：東郷尚武
- 曾孫：海江田信哉

## エピソード
加藤弘之の転向
加藤弘之が突然従来の持論であった天賦人権説から国家主義へと転向した背景には、海江田が加藤に刀を突きつけて天賦人権説の誤りを認めさせたからだと言う国学者井上頼圀の談話がある。
外遊
海江田は、伊藤博文の勧めによりフランス、ドイツ、オーストリアを外遊したが、フランスの国会を見学した時、野党が激しく政府を攻撃し議長が鈴を鳴らして警告を発する騒ぎに出くわし、先進国の議会のマナーの悪さに驚いた。ウイーンでは伊藤に憲法を講義したシュタインに師事し、「なぜ日本は他国を羨むのか。英米や仏独の事ばかり大事にし、君たち自身の国のことを知らない。日本人は自分の国を野蛮な国と云うが、そんな者は祖国の本質を知らぬ。君も帰朝後はこのような人々を諌めなさい」と諭され深い感銘を受けた。
大久保との関係
大久保利通は海江田の才能を高く評価し、弾正台辞職後の海江田を訪れ復帰を強く勧めている。やがて海江田が奈良県知事に任ぜられると、大久保は自宅に招き祝宴を張った。そのとき「規模恢廓」（事を為すには広い度量が必要の意）の文字を揮毫し「貴公は忍耐不足をなくし、広い度量を持て」と切々と説いた。海江田はこれを徳とし、のち、大久保暗殺の報を聞くと「ああ。何という狂漢か。我が明治政府の柱石を害す。何の怨恨あってかくの如き凶暴を加えたるか」と嘆いた。
生麦事件
リチャードソンにとどめを刺したのが海江田とされているが、当時の目撃者の話では茶屋の前に駕籠が置かれ、武士が駕籠の中の人物と相談の上、瀕死のリチャードソンに数名の武士がとどめを刺したとある。その後の薩英戦争では海江田は久光の命を受けて奈良原喜左衛門らとともに、旗艦ユーリアラス号の乗組員を斬殺して軍艦を奪うために船で漕ぎだしたが帰還命令が出て未遂に終わっている。
姉の淑子
海江田は直情的な性格であったが、姉の淑子はそれに輪をかけた気丈な性格で「女将軍」と兄弟からあだ名されていた。俊斎時代、ペリーの来航に憤激し、淑子へ「もしかしたら戦端が開かれよう。決死の覚悟で戦い再びもどることもないのでこの書が決別になる止むしれず」という悲壮な書簡を送った。対して淑子の返事は「自身戦死するというが、わずか数隻の船を相手に戦うのが、堂々たる大丈夫が命を捨てるに値するのか。器量が小さい。夷敵の首級数個を土産にかえて家人にあい見えよ。」という激烈なもので、海江田も感嘆するばかりだった。
回想録
前記のとおり、回想録『維新前後・実録史伝』を出版している。幕末の薩摩藩を知る貴重な資料であるが、この本をたびたび引用している小説家の海音寺潮五郎によると「（俊斎は）軽燥な人柄だったのではないかという気がする」「西郷が橋本左内と会ったとき最初左内の容貌から軽く見て話を聞いた後『見かけによらぬ傑物』と西郷と俊斎が語り合った、という有名な逸話が実録史伝にあるが、記憶違いかつくり話であることは明白で、そもそも俊斎はこの時期薩摩にいて左内に会っていない。俊斎も罪なほらを吹いたもので、後世の人を誤ること一通りでない。俊斎は西郷の古い同志で友人だから誰だって信用するわけで、多くの西郷伝がこの俊斎のほらをそのまま採用している」という。

## 登場作品
テレビドラマ
- 『花神』（1977年、NHK大河ドラマ、演：中丸忠雄）
- 『田原坂』（1987年、日本テレビ年末時代劇スペシャル、演：岡本富士太）
- 『翔ぶが如く』（1990年、NHK大河ドラマ、演：佐野史郎）
- 『篤姫』（2008年、NHK大河ドラマ、演：平山浩行）
- 『西郷どん』（2018年、NHK大河ドラマ、演：高橋光臣）